# Ariarathe VIII
Pour les articles homonymes, voir Ariarathe.
Ariarathe VIII Épiphane (en grec Aριαράθης Eπιφανής) est un roi de Cappadoce de vers 100 à vers 98 av. J.-C.

## Biographie
Fils d'Ariarathe VI, c'est un frère ou demi-frère d'Ariarathe VII Philométor. Il tente de s'imposer à la mort de son prédécesseur mais disparaît rapidement, sans doute victime de Mithridate VI du Pont. Il est le dernier prince de la dynastie, et la personne la plus riche de cette époque.[réf. nécessaire]